# Parroquia de la Santísima Trinidad (Lubin)

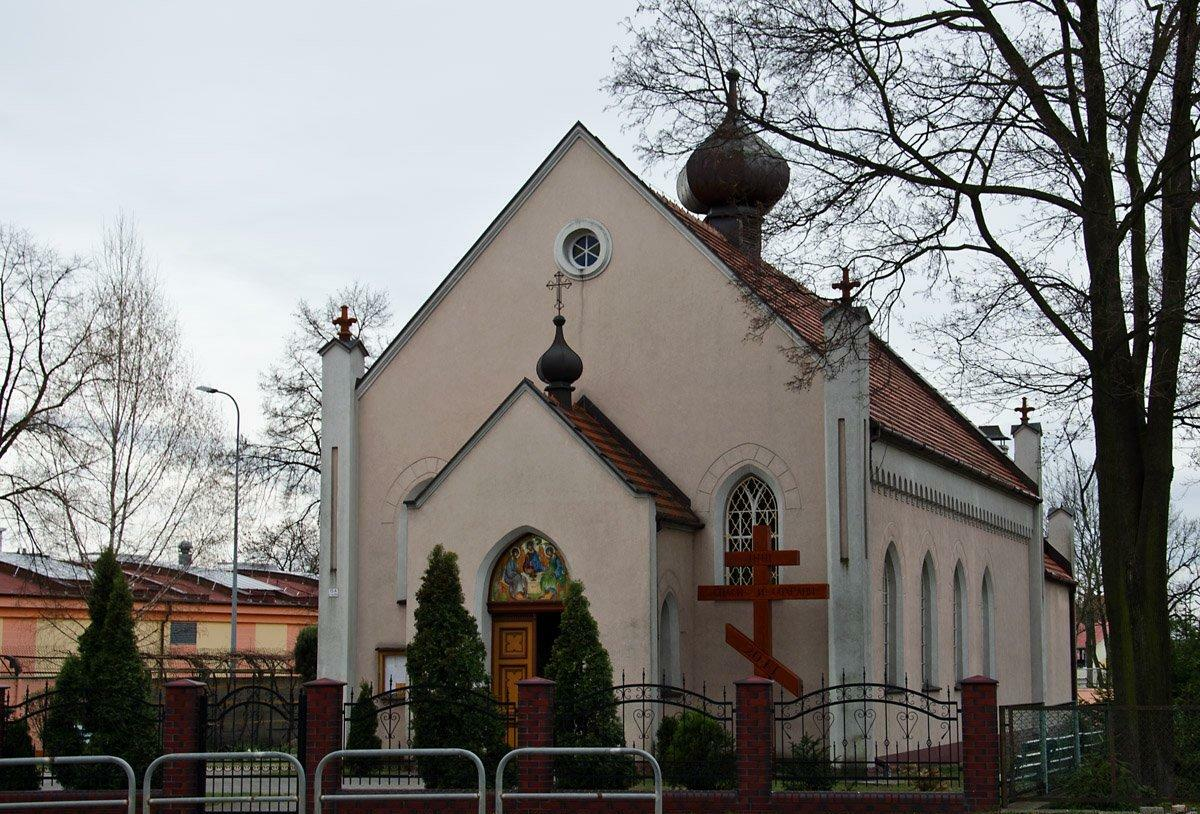
Iglesia ortodoxa parroquial

La Parroquia de la Santísima Trinidad es una parroquia de la Iglesia ortodoxa de Polonia ubicada en Lubin en decanato de Lubin de la diócesis de Wrocław-Szczecin.
En la parroquia se encuentra la Iglesia Ortodoxa Rusa de la Santísima Trinidad.

## Historia
El primer oficio ortodoxo en Lubin fue celebrado unos años después de la Segunda Guerra Mundial en 1949. El sacerdote Jan Lewiarz de Zimna Woda era el arquitecto de la vida religiosa en aquel entonces. 
La parroquia, no sin unos obstáculos, fue erigida el 9 de enero de 1951. Inicialmente, se le concedió una pequeña iglesia post-evangélica devastada en un 60% en Stary Lubin. Gracias al dinero de una colecta general metropolitana, en 1952, se empezaron las obras renovadoras. Desgraciadamente, la falta de recursos financieros y del apoyo por parte de las autoridades impidió la finalización de las obras previstas. 
Un evento importante para los parroquianos fue la visita del obispo Stefan (Rudyk) el 3 de junio de 1956. 
Hasta el año 1958 la Iglesia Ortodoxa Rusa en Lubin fue una filial de la parroquia en Zimna Woda. El primer párroco de la parroquia autónoma de la Santísima Trinidad fue el sacerdote Michał Rydzanicz. 
El 24 de noviembre de 1959 a la parroquia se le concedió un edificio en la calle 1 Maja, que en el pasado había servido como una capilla evangélica, y luego como un gimnasio para el colegio femenino local, mientras el templo anterior en Stary Lubin fue tomado por la Iglesia católica. La adaptación del nuevo edificio para una iglesia ortodoxa requirió ciertos gastos y obras de renovación. Al finalizar la reforma, el templo fue consagrado por el sacerdote Atanazy Sławiński.
La iglesia ortodoxa fue sometida a una expansión y renovaciones a lo largo del tiempo, se enriqueció la decoración p.ej. por colocar iconostasio, y se agregaron también un vestíbulo y un presbiterio (altar). A partir del 30 de enero de 2006 la función de párroco la desempeña el sacerdote lic. Bogdan Repała. 
En el año 2003 la parroquia contaba con aproximadamente 350 personas, residentes de Lubin y de los pueblos de los alrededores. 

## Lista de los párrocos
- 1951–1956 – Presbit. Jan Lewiarz
- 1956–1960 – Presbit. Michał Rydzanicz
- 1960–1962 – Presbit. Jerzy Zilitynkiewicz
- 1962–1973 – Presbit. Jan Rydzaj
- 1973–2006 – Presbit. Michał Żuk
- desde 2006 – Presbit. Bogdan Repeła[1]